# Cartago (ort)
Cartago är en ort i Colombia.   Den ligger i departementet Cauca, i den sydvästra delen av landet, 500 km sydväst om huvudstaden Bogotá. Cartago ligger 1 953 meter över havet och antalet invånare är 1 524.
Terrängen runt Cartago är kuperad åt nordost, men åt sydväst är den bergig. Runt Cartago är det tätbefolkat, med 257 invånare per kvadratkilometer. Närmaste större samhälle är La Unión, 4,9 km norr om Cartago. I omgivningarna runt Cartago växer i huvudsak städsegrön lövskog.